# Vuuhjärv
Vuuhjärv (est. Vuuhjärv) – jezioro w Estonii, w prowincji Võrumaa, w gminie Misso. Położone jest na wschód od wsi Kärinä. Ma powierzchnię 1,5 ha, linię brzegową o długości 629 m, długość 280 m i szerokość 90 m. Sąsiaduje z jeziorami Immaku, Sõdaalonõ, Kärinä Kõrbjärv, Mägialonõ, Laihjärv, Põhja-Pahijärv, Lõuna-Pahijärv, Kisõjärv. Położone jest na obszarze chronionego krajobrazu Kisejärve maastikukaitseala.